# Agaton Sax och de slipade diamanttjuvarna
Agaton Sax och de slipade diamanttjuvarna (1959) är Nils-Olof Franzéns fjärde roman om detektiven Agaton Sax.

## Handling
Agaton Sax får besök av Stud Slogan, som ritar Rena Rama Sanningen. Rena Rama Sanningen är små teckningar som publiceras i olika tidningar över hela Europa. Agaton Sax känner igen namnet Rena Rama Sanningen och slår upp det i en bok. Där står att en förbrytare som levde för länge sedan gjort teckningar som publicerats i tidningar. Teckningarna innehöll hemliga budskap till skurkar över hela Europa.
Agaton Sax köper en teckning av Stud Slogan. Sedan sätter han sig och försöker få fram ett dolt budskap. Till slut dechiffrerar han fram ett meddelande. Agaton Sax får fram en adress i London. Där visar sig Octopus Scott ha sitt högkvarter. Han är den farligaste skurken i världen. Agaton Sax installerar en videokamera i Octopus Scotts högkvarter. När Agaton Sax sitter och smygkikar på Octopus Scott via videokameran kommer plötsligt en person in och riktar en pistol mot Octopus Scott. Personen är utklädd till Agaton Sax. Dubbelgångaren tar alla Octopus Scotts pengar och försvinner.
Octopus Scott reser till Sverige och Byköping för att hämta Koh-Mih-Nor-diamanten (värd ca 6,8 milj kr) som hans medarbetare lagt beslag på. Där fängslar sedan Agaton Sax både Octopus Scott och dubbelgångaren och Stud Slogan.